# Катеном
Катеном (фр. Cattenom) је насељено место у Француској у региону Лорена, у департману Мозел.
По подацима из 2011. године у општини је живело 2704 становника, а густина насељености је износила 105,91 становника/km².

## Демографија
| 1962. | 1968. | 1975. | 1982. | 1990. | 2011. |
| ----- | ----- | ----- | ----- | ----- | ----- |
| 1.606 | 1.851 | 2.374 | 2.209 | 2.190 | 2.704 |